# キノボリウオ
キノボリウオ（木登り魚、Anabas testudineus）は、スズキ目キノボリウオ亜目キノボリウオ科キノボリウオ属（アナバス属）に属する淡水魚。

## 分布
台湾(金門島)、中国南部から東南アジア、インドなどに広く生息し、湖沼、河川にすむ。メコン川などでは内陸の奥深くまで分布している。

## 形態
野生では体長25cm程になるが、水槽内では20cm以上にはならない。

## 生態
キノボリウオという名が付いているが、実際は木に登ることはなく、実際には、雨天時などに地面を這い回る程度である。
このような名が付いたのは、鳥に捕まって木の上まで運ばれ、生きているのを目撃した人が、木に登ったと勘違いしたためである。このように地上に進出できるのは、同じ仲間のベタやグラミーと同様に、エラブタの中に上鰓器官（ラビリンス器官）を持ち、これを利用して空気呼吸ができることと、他の仲間と異なり、這い回りやすい体型のためである。地上では、ペタペタと這い回り、鳥などに食べられると鰓が喉に引っ掛かり窒息死させる。雑食性。寿命は５年程度。

## 利用
現地では食用にもされている他、観賞魚としても流通している。
ベトナムではBún Cá Rô Đồngという、米粉麺の料理の具・出汁として利用される。棘が多いので注意する。